# Emile Aiti Waro Leru’a
Emile Aiti Waro Leru’a (* 9. Dezember 1936 in Nderi) ist römisch-katholischer Altbischof von Isiro-Niangara.

## Leben
Emile Aiti Waro Leru’a empfing am 21. Dezember 1963 die Priesterweihe und wurde in den Klerus des Bistums Oyo inkardiniert. Papst Johannes Paul II. ernannte ihn am 15. November 1978 zum Koadjutorbischof von Doruma-Dungu.
Der Bischof von Doruma-Dungu, Guillaume van den Elzen OSEA, spendete ihm am 22. April des nächsten Jahres die Bischofsweihe; Mitkonsekratoren waren Edoardo Rovida, Apostolischen Pro-Nuntius in Zaire, und Augustin Fataki Alueke, Erzbischof von Kisangani.
Nach der Emeritierung Guillaume van den Elzens folgte er ihm am 7. Mai 1983 als Bischof von Doruma-Dungu nach. Am 25. September 1989 wurde er zum Bischof von Isiro-Niangara ernannt. Von seinem Amt trat er am 24. März 1994 zurück.